# شانوندال (ویرجینیای غربی)
شانوندال(به انگلیسی: Shannondale) شهری در ایالت ویرجینیای غربی کشور ایالات متحده آمریکا است که جمعیت آن در سرشماری سال ۲۰۱۰ میلادی، ۳٬۳۵۸ نفر بوده‌است.